# 桂彦良
桂 彦良（けい げんりょう、生年不詳 - 洪武20年12月25日（1388年2月3日））は、元末明初の儒学者・官僚。名は徳称、字は彦良で、字をもって通称された。本貫は明州慈渓県。

## 生涯
元のとき、郷貢から進士となり、平江路学教授をつとめたが、罷免されて帰郷した。張士誠や方国珍が召し出そうとしたが、官に就かなかった。洪武6年（1373年）、洪武帝に召し出されて公車で訪れ、太子正字に任じられた。
洪武11年（1378年）3月、彦良は晋王府右傅に転じた。彦良は晋王府に着任すると、『格心図』を作って晋王朱棡に献上した。洪武13年（1380年）、王府の官制が変更されると、彦良は晋王府左長史に転じた。洪武15年（1382年）9月、南京に入朝して、太平治要十二策を上書した。洪武18年（1385年）、退官を願い出て帰郷した。洪武20年12月辛未（1388年2月3日）、死去した。
崇禎17年（1644年）、敬裕と追諡された。

## 人物・逸話
- 洪武帝が御製の詩文を発表したとき、彦良は御座の前でこれを朗誦し、その声が殿外にまで響き渡った。側近たちは驚愕し、洪武帝はかれの朴直を称賛した。
- ときに国子生の蔣学らが選抜されて給事中となり、挙人の張唯らが翰林院編修となり、文華堂で研修していた。彦良と宋濂・孔克仁が命を受けてかれらの師をつとめた。
- 彦良は従容として洪武帝の咨問を受け、その答えは必ず正しいものであった。洪武帝はいつも彦良を褒めて、その語を書いて便殿に掲示した。
- 洪武7年（1374年）冬至、詞臣が南郊の祝文を撰述するのに、「予」と「我」の字を用いた。洪武帝はこれを不敬とみなした。彦良は「殷の成湯が上帝を祭るのに『予小子履』[6]といいました。周の武王が文王を祀る詩に『我将我享』[7]といいました。古代からこの言はあります」といった。洪武帝は晴れやかに「正字の言これなり」といった。このとき御史台の獄にあった詞臣たちが再審され、彦良の意見により釈放された者が数十人に及んだ。
- 彦良が晋王府に出向するにあたって、洪武帝は自ら作った文をかれに賜った。彦良は入朝して謝意を述べた。洪武帝は「江南の大儒は、卿ただ一人だ」といった。彦良は「臣は宋濂や劉基に及びません」と答えた。洪武帝は「宋濂は文人なだけだ。劉基は性格が厳しく狭量で、卿には及ばない」といった。
- 彦良が太平十二策を上書すると、洪武帝は「彦良の述べるところは、時局に通じていて、統治に裨益がある。世間にいう儒者は古代に拘泥して今に通じていないが、彦良のような者は通儒というべきかな」と評した。